# Foundation現場總線
Foundation現場總線（Foundation Fieldbus）是全數位、串列、雙向的通訊系統，可以做為工廠自动化技术環境中的底層通訊網路。Foundation現場總線屬於開放式架構，由FieldComm Group開發及管理
Foundation現場總線是針對基礎以及進階的控制應用所設計，也針對許多和這些機能有關的離散控制元件。Foundation現場總線主要用在過程控制中，但近來也有應用在發電廠。
針對過程自動化環境中不同的需求，Foundation現場總線有兩種不同的現場總線實現方式，兩種方式的物理介質及通訊速度都不同。
- Foundation現場總線H1（英语：Foundation Fieldbus H1）：其速度是31.25 kbit/s，一般用來連接現場設備以及主機系統，利用標準的雙絞線配線可以提供通訊以及電源，可以做為一般應用，也可以用在本質安全的應用上。H1是Foundation現場總線中最常見的通訊協定。
- HSE（高速以太網）：速度100/1000 Mbit/s，一般連接輸入/輸出子系統、主站系統、連接設備以及Gateway。HSE目前無法透過網路供電，不過目前正在研究用IEEE802.3af的以太网供电（PoE）來達到此目的。

Foundation現場總線最早是要取代4-20mA的信號標準，今日和其他工業網路（如Modbus、Profibus及工業以太網）並存。Foundation現場總線主要用在重工業上，例如冶煉、石化、發電上，也有用在食品飲料、製藥及核電廠中。Foundation Fieldbus是由國際自動化學會（ISA）多年發展而來，之前的名稱叫SP50。1996年時發布了第一個H1（31.25 kbit/s）的標準。在1999年發佈了第一個HSE（High Speed Ethernet，高速以太網）標準。IEC 61158標準中有包括Foundation現場總線的總線，其中的Type 1是Foundation Fieldbus H1，Type 5是Foundation Fieldbus HSE。

## 組成
一個典型的Foundation Fieldbus網路段（segment）會包括以下組件：
- H1通訊卡：網路介面卡（多半會用冗餘的 H1通訊卡，不過還是依應用而定）
- PS：電源（Vdc）到網路電源（Fieldbus Power Supply）
- FPS：網路電源（Fieldbus Power Supply）及信號調節器（signal conditioner），目前的標準設備是整合電源及信號調節器的設備。
- T：終端器（一般每一段網路會有二個終端器，一個在FPS端，每一個在網路上最遠的設備耦合器上）
- LD：連網設備（Linking Device），和HSE網路共用，可以連接4到8個H1網路段的終端，作為連接HSE骨幹網路的gateway。
- 現場設備（傳感器、發送器等）。

## HSE
Foundation現場總線 HSE（High speed ethernet，高速以太網） 是針對過程自動化所設計的控制網路技術，可以用來連接像控制器、遠端I/O、高密度資料產生器等高層次設備，也可用做子系統的水平整合。
Foundation現場總線 HSE 是以IEEE 802.3為基礎，可以和標準的以太網設備相容。Foundation現場總線 HSE可以提供完整的「分散控制系統風格」冗餘架構，包括冗餘的網路開關、冗餘設備以及冗餘的通訊埠，提昇其異常情形的連網能力。Foundation現場總線是以標準的網路協定（IP）為基礎，因此可以和其他網路設備共存，和標準工具也有良好的相容性。Foundation現場總線 HSE 的最高層是標準的應用層，可以有設備之間的互操作性。其通訊協定是時程驅動（schedule-driven）的，可以減少死時（dead-time）及時基抖動（jitter），也有支持設備之間的對等式通訊（peer-to-peer communication），有嚴謹的互操作性測試計劃來確保網路通訊的品質。
HSE的網路架構是軸輻式樹狀拓撲（hub-and-spoke tree topology）的以太網，因此要增加或移除設備都不會影響現有的網路。在安裝時也可以用標準的以太網工具來評估安裝的品質、進行測試或是除錯，在處理網路問題時的速度更快。HSE可以使用佈署SNMP、RMON的標準網路管理工具，也可以使用像是 DHCP 的IP定址方式。

## 外部連結
- Official Site （页面存档备份，存于） (previously www.fieldbus.org. Has since gone through a merger.)
- IEC 61804 Official Preview （页面存档备份，存于）
- Foundation Fieldbus Primer （页面存档备份，存于）
- Foundation Fieldbus Parameter Search